# Metaphor: ReFantazio
Metaphor: ReFantazio es un videojuego de rol de 2024 desarrollado por Studio Zero y publicado por Atlus en Japón y Sega en todo el mundo. El juego tiene lugar en el Reino Unido de Euchronia, un reino de fantasía medieval que refleja el mundo real contemporáneo, tras el asesinato de su antiguo Rey. Años antes, el intento de asesinato del Príncipe le hizo entrar en un prolongado letargo. El protagonista, un niño huérfano de la tribu mágica Elda y amigo de la infancia del Príncipe, tiene la misión de viajar por todo el reino para conseguir el apoyo de sus gentes mientras compite por ocupar el trono en su lugar.
Metaphor: ReFantazio se anunció por primera vez bajo el nombre Project Re:Fantasy en diciembre de 2016, y no se reveló más información hasta el año 2023. Incorpora múltiples sistemas de juego previamente utilizados en juegos de rol de Atlus anteriores, presentando un sistema híbrido que mezcla la mecánica de batalla tradicional basada en el sistema Press Turn de la serie Shin Megami Tensei durante los encuentros iniciados y las peleas con jefes, con combate de acción en tiempo real en el campo. El juego conserva varios de los elementos de simulación social utilizados de forma destacada en la serie Persona, incluidas actividades sensibles al tiempo estructuradas según un calendario diario y el sistema de "Seguidores", que implica que el jugador forje vínculos con los habitantes en cada región alrededor de Euchronia para aumentar el favor público hacia el protagonista antes de las elecciones para decidir el próximo Rey.
Metaphor: ReFantazio se lanzó para PlayStation 4, PlayStation 5, Windows y Xbox Series X/S el 11 de octubre de 2024, en conmemoración del 35.° aniversario de Atlus. Se anunció que el juego vendió 1 millón de copias el mismo día de su lanzamiento en todas las plataformas y fue aclamado por la crítica.

## Premisa
Metaphor: ReFantazio se desarrolla en el Reino Unido de Euchronia, que está ambientado en un reino de fantasía medieval que actúa como un "espejo" del mundo real moderno. El asesinato de su Rey desata el caos y el malestar en todo el reino, al tiempo que invoca una forma única de magia que antes solo conocía el Rey, conocida como la Magia Real. Estos eventos terminan preparando el escenario para un torneo que se celebrará en todo el mundo para decidir el sucesor del trono. El protagonista principal es un joven de la tribu Elda que ha sido condenado al ostracismo por la sociedad en general por estar "manchado" con la herencia de la magia prohibida y, a menudo, está sujeto a discriminación y prejuicios como resultado. Se embarcará en una búsqueda para levantar una maldición colocada sobre su amigo de la infancia, el príncipe heredero de Euchronia, a quien el reino cree que fue asesinado hace más de diez años. A lo largo del viaje, lo acompañará una hada compañera llamada Gallica, cuyo inmenso conocimiento y capacidad para sentir la magia lo ayudará en el camino que tiene por delante.
Otros aliados ayudan al protagonista y a Gallica a lo largo de la narrativa. El grupo principal está formado por Strohl, un noble de la tribu Clemar que conoce al protagonista en el centro de reclutamiento del Ejército Estatal, Hulkenberg, un caballero de la tribu Roussainte que anteriormente actuaba como parte de la guardia real de la Familia Real y que alberga una culpa considerable por su incapacidad para proteger al Príncipe, y Heismay, un ex caballero de la tribu Eugief, con forma de murciélago, que es sensible al sonido y sufre una discriminación similar de otras tribus del reino debido a su apariencia física.

## Desarrollo

Los "humanos", los monstruos del juego, fueron influenciados por el pintor medieval Hieronymus Bosch (en la foto, El jardín de las delicias).

Tras el lanzamiento japonés de Persona 5 en septiembre de 2016, el director del juego Katsura Hashino, quien había estado involucrado en la franquicia Megami Tensei de Atlus como el director para Shin Megami Tensei III: Nocturne (2003), Digital Devil Saga (2004), Persona 3 (2006) y Persona 4 (2008), así como el productor creativo del sub-estudio 2nd Creative Production Department, más tarde conocido como P-Studio, anunció su intención de dejar el equipo de desarrollo y sus funciones en la serie Persona, citando un deseo personal de explorar otros proyectos debido a lo que consideró un cambio en la dirección creativa con Persona 5. El 19 de diciembre de 2016, la división japonesa de Atlus reveló que Hashino estaba estableciendo un nuevo estudio de desarrollo interno dentro del editor llamado Studio Zero. Su primer juego fue anunciado dos días después como Project Re:Fantasy, posteriormente rebautizado como Metaphor: ReFantazio .
Metaphor: ReFantazio cuenta con el artista de personajes de Persona, Shigenori Soejima, y el compositor musical, Shoji Meguro. Otros miembros clave del equipo incluyen al productor Junichi Yoshizawa, al escritor Yuichiro Tanaka y a los diseñadores de juego Azusa Kido y Kenichi Goto.Junto con la revelación del juego, la revista japonesa Weekly Famitsu publicó una entrevista exclusiva realizada entre ellos, Hashino y el director de la compañía Atlus, Naota Hiraoka. Este último destacó la importancia de Project Re:Fantasy como una nueva IP para Atlus, afirmando que el objetivo detrás de la creación de Studio Zero era "apuntar aún más alto" con proyectos originales que pudieran mantenerse separados de las franquicias Megami Tensei o Persona, aunque la formación del equipo de desarrollo se vio previamente sofocada debido a que las personas de interés para la empresa estaban comprometidas con otros proyectos en ese momento, lo que en parte llevó a la selección de Hashino para servir como productor creativo y director de juego para el proyecto después de terminar Persona 5.
Hashino explicó las intenciones de Studio Zero de crear un juego de rol basado en la estética de la fantasía tradicional, y reflexionó sobre su conocimiento de la reputación del editor de crear juegos de rol con trasfondos contemporáneos para contrarrestar a los desarrolladores que se sentían más cómodos con el género de fantasía a medida que se generalizaba. Hiraoka también habló sobre la participación de Soejima y Meguro en el proyecto, llamándolos a ambos miembros "indispensables" del equipo de Persona que continuarían manteniendo sus respectivos roles en P-Studio, pero fueron incorporados a Studio Zero y Project Re:Fantasy debido a un deseo compartido entre Hashino y Hiraoka de que sus talentos sirvieran a otro proyecto lejos de sus contribuciones típicas. El 23 de diciembre, Atlus abrió el sitio web oficial de Studio Zero, con un prólogo de Hashino y una presentación para más personal involucrado en el estudio y Project Re:Fantasy más allá de Hashino, Meguro y Soejima. En ese momento, Atlus estaba reclutando localmente más personal para unirse al desarrollo del juego, incluidos programadores, planificadores y diseñadores.
En diciembre de 2017 se lanzó un segundo video conceptual del juego junto con el anuncio de que Studio Zero estaba desarrollando el relanzamiento mejorado de Catherine: Full Body para PlayStation 4 y PlayStation Vita. Junto con el avance, se publicó en línea un nuevo mensaje de Hashino, donde aclaró que el equipo estaba "en plena mitad de desarrollo", pero no hasta el punto en que pudieran divulgar detalles sobre la jugabilidad del título, aunque el avance estaba destinado a inferir elementos del juego en sí. En entrevistas posteriores, Hashino declaró que tendría más para compartir sobre el juego luego del lanzamiento japonés de Full Body en febrero de 2018.En la edición de noviembre de 2019 de Game Informer, Shigenori Soejima afirmó su entusiasmo por participar en el desarrollo del juego y describió el desafío que supone definir "¿qué es exactamente la fantasía y cómo podemos traer un juego de fantasía significativo a este mundo?". También afirmó que el juego estaba en un estado en el que se había decidido una dirección concreta y el equipo estaba avanzando con ella. Una segunda entrevista entre Weekly Famitsu y Naota Hiraoka en julio de 2021 incluyó más anécdotas sobre el progreso del juego, en la que Hiroaka declaró: “PROJECT Re FANTASY está progresando poco a poco y esperamos entregarlo cuando sea el momento adecuado”.

### Historia y temas
Katsura Hashino afirmó que la palabra clave principal en la que pensó al idear la narrativa y el escenario de Metaphor: ReFantazio fue "utopía" y explorar temas relacionados con la disonancia entre un escenario de fantasía ideal y el mundo real, donde objetivos como lograr la igualdad son inalcanzables.Hashino y el equipo de guionistas tomaron en consideración la variación de perspectiva sobre temas como la justicia y la razón, y deseaban crear un mundo con personajes que no se adhirieran a valores estrictos de lo que era moralmente correcto o incorrecto. Esto les permitió desviarse de la "dinámica clara" presentada previamente con las narrativas de la serie Persona, que a menudo involucraban a adolescentes moralmente incorruptibles enfrentándose a figuras adultas malvadas.A pesar de querer desviarse en gran medida de los conflictos y temas más sutiles explorados previamente en la serie Persona, Hashino deseaba conservar la sensación impulsada por el jugador de vivir y experimentar otro mundo, muy similar al componente de vida escolar de la serie antes mencionada, pero quería que la experiencia evocara un viaje con intervalos establecidos para las actividades, en lugar de un largo viaje. Otro tema principal explorado en la historia del juego gira en torno a las ansiedades personales, y los personajes tienen arcos construidos en torno a "darse cuenta de su fuerza interior, así como luchar contra sus ansiedades y miedos encontrando un terreno personal con los demás".El planificador de escenarios principal del juego, Yuichiro Tanaka, que repite sus funciones de los juegos Persona dirigidos por Hashino, se inspiró en los enfrentamientos políticos en el mundo real, que creía que se originaban en las diferentes formas en que las personas enfrentan la ansiedad, lo que lo llevó a él y al personal de redacción a idear el concepto detrás del sistema de tribus en Euchronia, con comunidades dispares interactuando con sus miedos de diferentes maneras. A diferencia de la mecánica social de Persona, que permitían al protagonista involucrarse románticamente con su grupo, Metaphor: ReFantazio evita tales relaciones para conservar el realismo del escenario. Hashino explicó que el giro del juego hacia una narrativa centrada en los adultos y la elección real como telón de fondo significaba centrar el fortalecimiento de los vínculos en obtener el apoyo de las diferentes regiones alrededor de Euchronia, lo que significa que era importante priorizar el apoyo de las comunidades al protagonista por encima del "ir y venir del romance".

## Historia

### Configuración
El juego se desarrolla en el Reino de Euchronia, que consiste en una unión de varias razas llamadas Tribus. Entre ellos se encuentran las tribus Clemar, Roussainte, Rhoag, Ishkia, Nidia, Paripus, Eugief, Mustari, Fairy y Elda. Sin embargo, a pesar de los esfuerzos por unir verdaderamente a todas las tribus como iguales, la discriminación está muy extendida y algunas tribus, como los Elda, son las que más sufren. Además, unos monstruos aterradores llamados "humanos" merodean por las fronteras de Euchronia, destruyendo todo a su paso y manteniéndolos a raya solo con la poderosa magia de la familia real de Euchronia.
Sin embargo, Euchronia se ve sumida en un estado de caos cuando su general más poderoso, Louis Guiabern, asesina al rey Hythlodaeus V y pone al Príncipe bajo una poderosa maldición, hundiendo al reino en una crisis de sucesión para poder apoderarse del trono. Para salvar al Príncipe y detener los planes de Louis, un joven héroe conocido únicamente como el Niño Viajero emprende un viaje con su compañera hada Gallica. En el camino, el Chico Viajero reclutará al noble Clemar caído en desgracia Leon Strohl da Haliaetus, la Guardia Real Roussainte Eiselin Burchelli Meijal Hulkenberg, el caballero Eugief Heismay Noctule, la artista Nidia Juani "Junah" Cygnus, la sacerdotisa Mustari Eupha Etoreika, el oficial Paripus Basilio Magnus y el mercenario Rhoag Arvid Grius. Juntos, el Niño Viajero y sus compañeros pueden activar un poder especial para invocar "Arquetipos", heredando la fuerza de los héroes del pasado para derrotar a sus enemigos.

## Comercialización y lanzamiento
Metaphor: ReFantazio se presentó oficialmente en junio de 2023 durante la presentación en video del Xbox Games Showcase de Microsoft, donde estaba previsto su lanzamiento para Windows y Xbox Series X/S . Más tarde ese mes, se transmitió en YouTube una "Transmisión en vivo de celebración especial" con el Persona Stalker Club, donde se confirmó por separado que el juego estaba en desarrollo para PlayStation 4 y PlayStation 5. Un segundo tráiler que revela detalles adicionales sobre la jugabilidad, los personajes y la historia se estrenó durante el pre-show de The Game Awards 2023 en diciembre de 2023.  Ese mismo mes, el editor transmitió en vivo una transmisión de fin de año con apariciones especiales del elenco de voces japonesas del juego y reveló detalles adicionales sobre la historia, los personajes y la jugabilidad. A partir de abril de 2024, Atlus realizará una serie de transmisiones en vivo bajo el título de "ATLUS Exclusive" dedicadas a presentar varios aspectos del juego, desde los sistemas hasta el contenido narrativo. Un segundo tráiler centrado en los distintos arquetipos del juego, titulado "Awaken", se lanzó junto con la segunda transmisión exclusiva de ATLUS en junio de 2024, seguido de un tráiler de la historia completa el mes siguiente. Un tercer tráiler centrado en el sistema electoral, titulado "Travel Beyond Fantasy", se publicó en línea a fines de agosto de 2024. Ese mismo mes también se estrenó un cuarto tráiler titulado "Reino Unido de Euchronia".
La primera demostración jugable del juego se puso a disposición del público durante ATLUS Fes 2024 en junio, lo que permitió a los jugadores probar tres escenarios aislados de la historia del juego centrados en el despertar del protagonista a su primer arquetipo, una mazmorra temprana y una pelea contra un jefe hacia el punto medio del juego. Esta demo también fue llevada al Summer Game Fest el mismo mes. Una segunda demostración con la primera hora de narrativa y jugabilidad del juego estuvo disponible para la prensa durante la semana de Gamescom en agosto de 2024. SEGA y Atlus lanzaron una "Demo Prologue" descargable completa el 25 de septiembre de 2024 para todas las plataformas, lo que permite a los jugadores experimentar el capítulo de apertura completo del juego que comprende 5 horas de juego, incluidas las primeras cuatro mazmorras, siete de los 40 arquetipos desbloqueables del juego y seis miembros del grupo, con datos guardados de la demostración que se pueden transferir al lanzamiento completo.
Metaphor: ReFantazio fue lanzado oficialmente para PlayStation 4, PlayStation 5, Windows y Xbox Series X/S el 11 de octubre de 2024. Además del lanzamiento estándar, se distribuyó una Edición Coleccionista especial, que junto con una copia física del juego incluye un estuche de acero especial, una banda sonora de dos discos, un libro de arte, un juego de pines metálicos, una hoja de calcomanías y un mapa de tela del Reino Unido de Euchronia.La Edición de Coleccionista también incluye un libro de historia digital y una banda sonora que conmemora el 35.° aniversario de Atlus, con la temática de sus lanzamientos anteriores. Los contenidos de la Edición Coleccionista digital también están disponibles como parte de la Edición Digital del 35.° Aniversario de Atlus.Todos los pedidos anticipados otorgarán al jugador acceso al contenido descargable (DLC) Archetype EXP Chest Set y Adventurer's Journey Pack que contienen varios elementos del juego inicial para el juego inicial, mientras que la Edición de coleccionista y la Edición de aniversario digital vendrán con vales para el contenido DLC independiente adicional del juego.

### Contenido descargable
Se distribuirán ocho piezas de contenido descargable (DLC) del primer día junto con el lanzamiento del juego. Se incluirán como parte de un paquete "DLC de vestuario y música de fondo de batalla" que incluye vestuario y música personalizada inspirados en títulos anteriores de Atlus. Estos incluyen sets inspirados en los seis juegos principales de Persona, así como paquetes inspirados en Shin Megami Tensei IV (2013), Shin Megami Tensei V (2021) y la serie <i id="mw1A">Etrian Odyssey</i>.

### Medios y productos vinculados
El 19 de septiembre de 2024, el equipo MoneyGram Haas F1 anunció una colaboración con Atlus para promocionar el juego presentando el diseño del protagonista y Hulkenberg para sus vehículos de F1.
Se anunció una adaptación al manga en la cuenta de Twitter del juego. Se lanzarán capítulos en la revista V Jump de Shueisha y será dibujado por Yoichi Amano .

## Recepción

### Recepción crítica
Metaphor: ReFantazio recibió la "aclamación universal" de los críticos, según el sitio web de reseñas Metacritic. El 99% de los críticos recomendaron el juego, según OpenCritic . 

### Ventas
Metaphor: ReFantazio vendió un millón de unidades el mismo día de su lanzamiento, convirtiéndose en el juego más rápidamente vendido desarrollado por Atlus.

### Premios
| Año  | Ceremonia              | Categoría                | Resultado | Ref.          |
| ---- | ---------------------- | ------------------------ | --------- | ------------- |
| 2024 | Golden Joystick Awards | Ultimate juego del año   | Nominado  | [ 56 ] [ 57 ] |
| 2024 | Golden Joystick Awards | Mejor diseño visual      | Nominado  | [ 56 ] [ 57 ] |
| 2024 | The Game Awards 2024   | Juego del año            | Nominado  | [ 58 ]        |
| 2024 | The Game Awards 2024   | Mejor dirección          | Nominado  | [ 58 ]        |
| 2024 | The Game Awards 2024   | Mejor narrativa          | Ganador   | [ 58 ]        |
| 2024 | The Game Awards 2024   | Mejor dirección de arte  | Ganador   | [ 58 ]        |
| 2024 | The Game Awards 2024   | Mejor banda sonora       | Nominado  | [ 58 ]        |
| 2024 | The Game Awards 2024   | Mejor juego de rol       | Ganador   | [ 58 ]        |
| 2024 | GameSpot               | Juego del año            | Ganador   | [ 59 ]        |
| 2024 | The Steam Awards       | Outstanding Visual Style | Nominado  | [ 60 ]        |
| 2024 | IGN                    | Mejor juego de 2024      | Ganador   | [ 61 ] [ 62 ] |
| 2024 | IGN                    | Mejor RPG de 2024        | Ganador   | [ 61 ] [ 62 ] |